# 马刺 (马具)

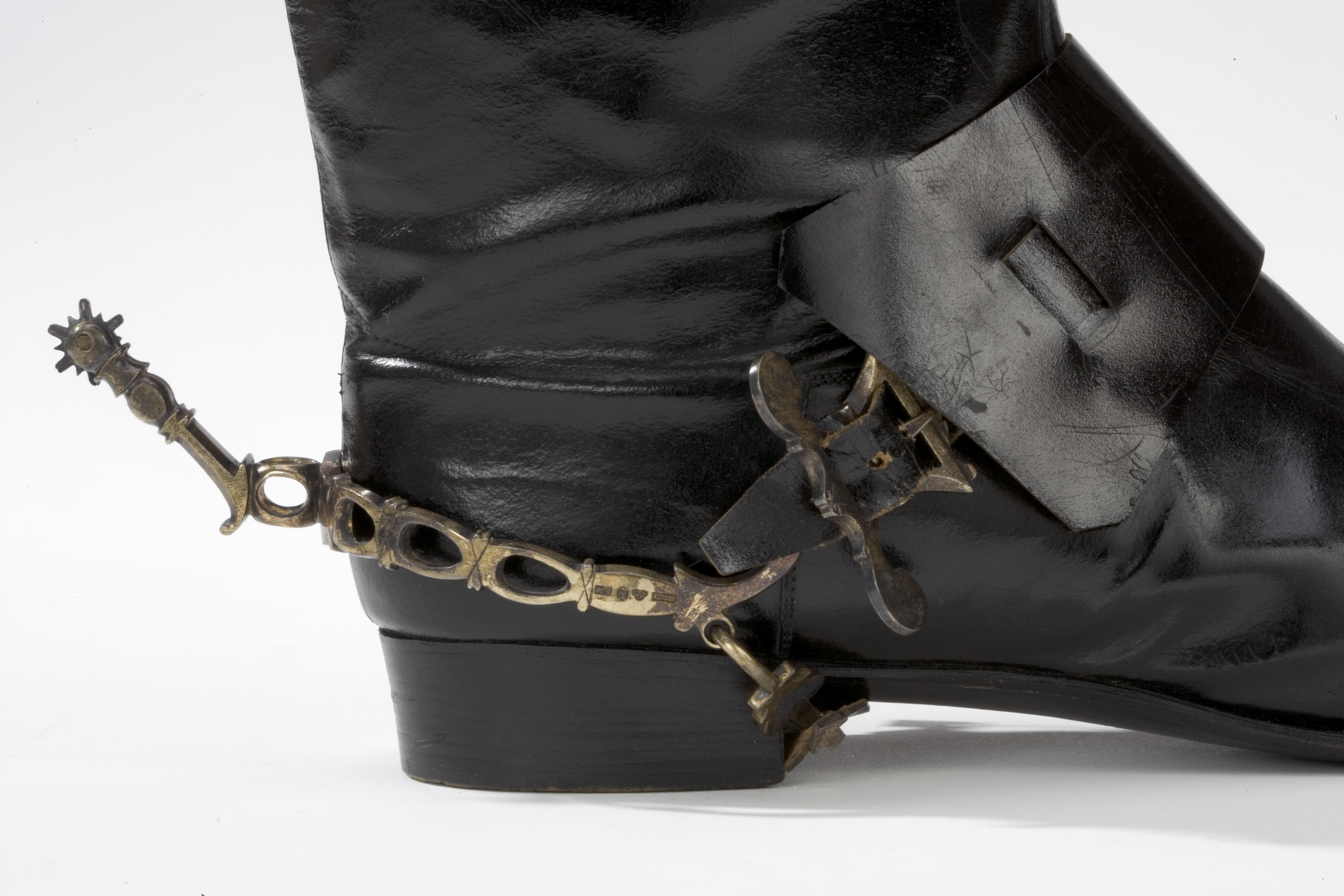
靴子上佩戴着马刺，19世纪。

马刺是一种金属的马具，通常是在骑士的马靴跟上装置一根小刺，用于在骑马时以刺侧击马腹来控制马的运动。马刺通常用于改善骑乘辅助，替代自然辅助（腿、坐、手、声等方式，与人造器具的辅助相对）。马刺用于许多马术项目，大多数马术组织都有关于马刺设计和使用的规则，以及对以虐待动物的方式使用马刺的处罚。